# Roca de la Savina
La Roca de la Savina és una muntanya de 1.338 metres que es troba al municipi del Pont de Suert, a la comarca catalana de l'Alta Ribagorça.